# 119-й окремий інженерно-танковий полк (СРСР)
119-й окре́мий інжене́рно-та́нковий Є́льнинський Червонопра́порний ордені́в Суво́рова і Олекса́ндра Не́вського полк — військова частина сухопутних військ Червоної армії періоду Другої Світової війни.

## Історія формування і бойовий шлях
Сформований на підставі Директиви заступника наркома оборони СРСР № 1104913сс від 12 жовтня 1942 року, як 119-й окремий танковий полк. Формування полку проводилось у місті Ногінську Московської області на базі 330-го окремого танкового батальйону 119-ї танкової бригади.
У складі військ 3-ї гвардійської армії Південно-Західного фронту 119-й отп з грудня 1942 по січень 1943 року брав участь в Сталінградській битві.
У березні 1943 року 119-й отп був виведений у резерв Ставки ВГК для доукомплектування з дислокацією у Тамбовському танковому військовому таборі.
18 червня 1943 року полк відбув на Західний фронт, де увійшов до складу військ 10-ї гвардійської армії. У ході проведення Єльнинсько-Дорогобузької операції полк відзначився при оволодінні містом Єльня, за що отримав почесне найменування «Єльнинський».
Наприкінці вересня 1943 року 119-й отп був перекинутий на Оршанський напрямок.
У грудні 1943 року у складі військ 10-ї гвардійської армії 119-й отп перекинутий із Західного фронту на 2-й Прибалтійський фронт.
У березні-травні 1944 року перебував на 2-му Українському фронті, де взяв участь в Умансько-Ботошанській фронтовій операції.
26 травня 1944 року 119-й окремий танковий полк був переформований у 119-й окремий інженерно-танковий полк.
З липня 1944 року входив до складу 10-ї штурмової інженерно-саперної бригади на 1-му Прибалтійському фронті.
З березня 1945 року полк перебував у складі військ Московського військового округу.
Після закінчення Другої світової війни полк був переформований у 119-й окремий танковий батальйон, який того ж, 1945, року увійшов до складу 135-го гвардійського танкового полку.

## Нагороди і почесні найменування
| Нагорода                   | Номер і дата наказу (указу)  | Короткий опис бойових заслуг |
| -------------------------- | ---------------------------- | --- |
| Єльнинський                | Наказ ВГК від 31.08.1943     | за прорив сильно укріпленої полоси оборони супротивника, розвиток наступу на смоленському напрямку і оволодіння оперативно важливим транспортним вузлом — містом Єльня. |
| Орден Червоного Прапора    | Указ ПВР СРСР від 23.07.1944 | за успішне виконання завдань командування у боях з німецькими загарбниками при визволенні міста Полоцька та виявлені при цьому звитягу і мужність. |
| Орден Олександра Невського | Указ ПВР СРСР від 28.05.1945 | за зразкове виконання завдань командування у боях при прориві оборони супротивника на річці Нейсе й оволодіння містами Котбус, Люббенау, Цоссен, Беєліц, Луккенвальде, Тройєнбрітцен, Цана, Марієнфельде, Треббін, Рангсдорф, Дідерсдорф, Кельтов та виявлені при цьому звитягу і мужність. |

## Командування

### Командир полку
- Ліфіц Лейб-Айзік Менделєвич, підполковник, полковник — з листопада 1942 по березень 1943 року;
- Лосик Олег Олександрович, полковник — з березня по грудень 1943 року;
- Войновський Анатолій Фролович, підполковник, полковник — з грудня 1943 по серпень 1945 року.

### Начальник штабу
- Піскунов Михайло Степанович, капітан, майор — 1942—1943 роки;
- Пресайзен Яків Наумович, майор, підполковник — 1943—1944 роки;
- Цимбал Федір Ларіонович, майор — 1944—1945 роки.

## Герої Радянського Союзу
- Бєлєногов Юрій Сергійович — молодший лейтенант, командир танка (Указ Президії ВР СРСР від 03.06.1944, посмертно).
- Поворознюк Іван Семенович — старший лейтенант, командир танкового взводу (Указ Президії ВР СРСР від 03.06.1944, посмертно).